# Glycyrrhiza bucharica
Glycyrrhiza bucharica är en ärtväxtart som beskrevs av Eduard August von Regel. Glycyrrhiza bucharica ingår i släktet Glycyrrhiza och familjen ärtväxter. Inga underarter finns listade i Catalogue of Life.